# La maison du Fayet (Sevran)
La maison du Fayet (appelée à tort Château de Fayet) est située rue Roger-Le-Maner à Sevran en Seine-Saint-Denis. L'appellation de "château" est quelque peu exagérée pour cette maison bourgeoise construite sans fondation au XVIIIe siècle (acte de du 19 juillet 1747).

## Historique
La maison du Fayet est un bâtiment à un étage de 48 m de long sur 9,50 m de large prolongé par une aile en abside ; celle-ci était initialement recouverte d’une terrasse entourée d’une balustrade en pierre sobrement décorée qui a disparu (https://patrimoine.seinesaintdenis.fr/fief-du-Fayet).
En 1875, Alfred Nobel s'installe à Paris et entreprend des recherches pour installer, dans la région parisienne, ses laboratoires. Son choix se porte sur Sevran, à l'époque du département de Seine-et-Oise, actuellement en Seine-Saint-Denis.
En 1865, Napoléon III, a décrété la construction d'une nouvelle poudrerie : la poudrerie impériale de Sevran-Livry, dont les travaux débutent après la libération du territoire national en 1873. Le choix de Nobel pour ce petit village, proche de la poudrerie et des laboratoires du Service des poudres et salpêtres, n'était certainement pas innocent : cela lui sera reproché assez durement quelques années plus tard.
Il y acquiert vers 1880 une belle propriété composée d'une belle maison bourgeoise entouré, alors d'un grand parc, appelé à tort le « château » du Fayet dans lequel il installe ses laboratoires dans des dépendances.
La maison du Fayet fut acquise par la commune de Sevran en 1892 pour la transformer en mairie. Elle le restera jusqu'à l'inauguration du nouvel hôtel de ville le 19 septembre 2015.  Les laboratoires où a travaillé Alfred Nobel (bâtiment en brique typiques de la fin du XIXe siècle) existent toujours mais servent de remises aux services municipaux, et de local pour un club de radioamateurs (Radio-club de SEVRAN).